# Raúl Richter
Raúl Amadeus Mark Richter (ur. 31 stycznia 1987 w Berlinie) – niemiecki aktor filmowy i telewizyjny.

## Życiorys
Urodził się w Berlinie jako syn Petera Richtera i Astrid Richter. Spędził pierwsze cztery lata swojego życia w Limie w Peru. Jego młodszy brat Ricardo (ur. 1988) został aktorem głosowym. Po ukończeniu gimnazjum Königin-Luise-Stiftung pobierał prywatne lekcje aktorstwa. 
W 1997 roku zadebiutował w telewizji w serialu ZDF Achterbahn - Ein Hund namens Freitag. Następnie zagrał w telewizyjnym dramacie kryminalnym Die Handschrift des Mörders (1999), a także w jednym z odcinków serialu R. I. S. - Die Sprache der Toten (2007). Pojawił się także w reklamie Canon i dwóch teledyskach LaFee. 
Stał się powszechnie znany dzięki roli Dominika Gundlacha w wieczornym serialu RTL Gute Zeiten, schlechte Zeiten (Dobre czasy, złe czasy, 2007-2014). Wystąpił też w serialu Punkt 12 (2009).
Brał udział jako aktor głosowy i pozwolono mu synchronizować serie takie jak Dragon Ball Z, Eureka Seven czy Queer as Folk.
Grał też na scenie Mund Art Theater. W 2010 roku wziął udział w programie RTL Let’s Dance.
Jest też działaczem na rzecz praw zwierząt i prowadził kampanię wspólnie z organizacją PETA w celu zniesienia delfinariów.

## Filmografia
- 1997: Achterbahn – Ein Hund namens Freitag jako Junge
- 1999: Die Handschrift des Mörders (TV)
- 2007: Tallulah & Killerhead
- 2007: R.I.S. - Die Sprache der Toten jako Flo
- 2007: KDD – Kriminaldauerdienst
- 2007-2014: Gute Zeiten, schlechte Zeiten (Dobre czasy, złe czasy) jako Dominik 'Nik' Gundlach
- 2009: Pietshow II
- 2011: Kobra – oddział specjalny - odc. Szybciej, wyżej, mocniej (Höher, schneller, weiter!) jako Patrick Dorn
- 2012: Countdown – Die Jagd beginnt jako Sascha Allendorf
- 2014: SOKO München jako Manuel Blancken
- 2015: Food Wars: Shokugeki no Soma jako Souma Yukihira (głos)